# Lošinj
Lošinj je otok na Kvarneru. Pripada administrativnoj jedinici Grad Mali Lošinj, odnosno, dijelom je Primorsko-goranske županije.
Pruža se 31 km u smjeru sjeverozapad–jugoistok.
Značajnija naselja na otoku su Mali i Veli Lošinj.
Umjetno je razdijeljen na dva dijela na predjelu Privlaka, gdje je Lošinj najuži. Tu je napravljen kanal.
Ovo nije bilo prvo umjetno rezanje Lošinja. U prošlosti su Cres i Lošinj bili jedinstven otok. Tek umjetno prokopanim kanalom kod Osora, vjerojatno u rimsko doba, nastala su dva otoka kako bi se skratio put, odnosno zaobilaženje velike otočne mase na putu za otvoreno more. Otoci nose naziv Apsyrtides po legendi o Argonautima. U toj legendi kralj Ejet (Ajet, Eet) (grč. Aἰήτης, Aiḗtēs) iz Kolhide posjedovao je zlatno runo kojega se lukavstvom, uz pomoć čarobnice, kraljeve kćeri Medeje, dočepao Jason. On se na brodu Argo dao u bijeg, a kraljev sin Apsirt je krenuo za njima u potjeru. Medeja je prijevarom namamila brata Apsirta na pregovore, a Jason ga je iz potaje ubio. Medeja je rasjekla Apsirtovo tijelo i njegove udove bacila u more. Od rasječena Apsirtova tijela nastali su Apsirtovi otoci - Apsyrtides. 

## Naseljena mjesta na Lošinju
- Nerezine
- Sveti Jakov
- Ćunski
- Mali Lošinj
- Veli Lošinj
- Artatore

## Zemljopisna obilježja
Površina otoka je 74,37 km². Novijim izmjerima podijeljen je na dva dijela (52,57 i 21,79 km²).
Proteže se 31 km u pravcu sjever–jug u Kvarnerskom zaljevu. 
Prema popisu iz 2021. na otoku živi 7107 stanovnika. Središte otoka je Mali Lošinj (5577 stanovnika). 
Prema upravno–teritorijalnom ustroju Republike Hrvatske otok Lošinj pripada Gradu Mali Lošinj kojemu još pripadaju i četiri naselja na otoku Cresu.

### Reljef
Reljef je dinamičan; sjeverni dio otoka je viši vapnenački greben (Osoršćica), srednji je niži i razvedeniji, južni je, analogno sjevernom, viši, te se na koncu spušta do uvale Mrtvaška. Obala otoka u dužini od 112.2 km ima indeks razvedenosti 3.7 po čemu zauzima drugo/treće mjesto među hrvatskim otocima (Pag i Dugi otok dijele I. mjesto). Među brojnim uvalama nastalim potapanjem krških oblika najprostranija je i najznačajnija luka Mali Lošinj, jedna od najbolje zaštićenih prirodnih luka na Jadranu. Cijeli otok prepun je šetnica, biciklističkih i planinarskih staza. Duž sjevernog (Osorčice) i južnog dijela uređene su brdske transverzale, dijelom biciklističke, a dijelom planinarske staze što je povoljno za produženu turističku sezonu. Najviši vrh otoka = Televrina 588 m, na planini Osoršćica (iznad Nerezina i creskog mjesta Osora).

### Klima
Klima je prema Köppenovoj klasifikaciji sredozemna koju karakteriziraju duga topla ljeta, kišovite jeseni i zime s izostankom oborina tijekom najtoplijeg razdoblja u ljetu. Osobito je zanačajna relativno mala amplituda temperature (16,8°C) u čemu se ogleda maritimnost. Osobita je prednost lošinjske klime velika sunčanost koja iznosi 2563 sata godišnje ili prosječno 7 sati dnevno. To je posljedica pretežno sušnih ljeta i velikog broja tihih i vedrih dana. Po broju sunčanih dana Mali Lošinj uspoređuje se sa sjeverno afričkim gradovima i južnim predjelima Jadrana. Mali Lošinj ima prosječno godišnje oko 100 vedrih dana. Zbog pogodne klime Mali i Veli Lošinj su 1892. g. proglašeni »carskim i kraljevskim klimatskim lječilištem« i oporavilištem.

### Hidrografske osobine
Hidrografske osobine očituju se lošinjskim akvatorijem koji je od presudnog značaja za turizam. More ponajviše služi za kupanje, ali je razvijen i nautički turizam i sportovi na vodi. Što se opskrbe vodom tiče, otok je bezvodan, a pitka voda se dobiva vodovodnom mrežom s Vranskog jezera. Izgradnja vodovoda (nakon II. sv. rata) znači preokret u životu i gospodarstvu otoka, turizam može postati masovan.

### Flora
Flora je u cjelini vazdazelena (eumediteranska), ali se može naći listopadnih sastojina (submediteransko raslinje), osobito na sjevernomu dijelu (Osoršćica). Na Lošinju svoju sjevernu prirodnu granicu rasprostranjenosti dostižu sljedeće sredozemne vrste: brika, hrast komorovac ili oštrik te ružmarin. Područje oko Malog i Velog Lošinja je organizirano pošumljavao krajem 19. st. botaničar i meteorolog Ambroz Haračić, a danas izgleda da su ti borovi samonikli iako su stari 122 godine. Borovi su simbol otoka.

### Fauna
Fauna je posebno po tome što na otoku ne žive zmije otrovnice. Od morskih životinja najvažniji su dubri dupini, za koje postoji Edukacijski centar "Plavi svijet" te je Lošinjski akvatorij 6. kolovoza 2006. (na Danu dupina) proglašen rezervatom dobrih dupina, prvim rezervatom za dupine u Sredozemlju.

## Turističko vrjednovanje
Oblici turističke ponude otoka su: kupališni turizam, športski (ronilački centri, jedrenje, ribolov, jogging, biciklizam, jahanje, letački sportovi, kuglanje, teniski turniri, natjecanja u kuglanju, nogometna igrališta), lječilišni (klima i morski aerosol, wellness centar, mogućnost talasoterapija), nautički (marina sa 150 vezova) i vjerski (Betanija i kula Malin). 
Lošinj je turističko odredište kojoj se određuje budućnost u skladu potpuno očuvane okoline i sklada sa stilom života koji asocira na zdrav život i prostor koji takav mora i ostati. Naglašava se važnost očuvanja prirode i dodatne valorizacije povijesnog nasljeđa koje je atraktivno turistima, ali nedovoljno promovirano. 
Lošinjski turizam usmjeren je ka stvaranju «branda» tj. načina prepoznavanja otoka (klima, dupini, Hrvatski Apoksiomen, domaća kuhinja). Prednost je otoka što, unatoč ranom i snažnom turističkom razvoju, nije uništena njegova prirodna ljepota. Problemi se javljaju u masovnosti ljeti i praznini zimi. Zimsko razdoblje se također može turistički valorizirati jer klimatske prilike to dopuštaju. Otočno stanovništvo sve više prepoznaje prirodnu osnovu kao temelj turističkoga vrjednovanja, posebno alternativnih i pustolovnih sadržaja. Razlike u napučenosti Lošinja zimi i ljeti velike su, što nepovoljno utječe na prirodnu osnovu.
Količina morskog otpada svako ljeto raste za čak 40 posto zbog povećanog turizma. Godine 2019. izbio je plastični otpad u morima u prvi plan kada je riječ o zaštiti okoliša. Znanstvenici iz Hrvatske i Italije razvili su model u kojem se morski otpad pretvara u biodizel. To je Projekt MarGnet. Provodi ga se na Lošinju. U ovom projektu biološke sastavnice neće se morati čistiti iz morskog otpada. Aditive će se dodavati zbog učinkovitosti i ISO standarda. Napravljen je prototip koji radi na načelu pirolize na niskim temperaturama koja topi plastiku - i razgrađuje je u goriva. Ovim uređajem se dobije 20 do 30 litara biodizela od 100 kg otpada.

## Vanjske poveznice
- Službena stranica
- Institut za istraživanje i zaštitu mora, Veli Lošinj